# Optică adaptativă
Optica adaptativă este o tehnică (actuală) care permite să se corecteze, în timp real, deformațiile  evolutive și nepredictive ale unui front de undă cu ajutorul unei oglinzi deformabile. Ea utilizează un principiu similar opticii active.

## Elemente istorice
Mai întâi dezvoltată în anii 1950, domeniul său principal de utilizare este astronomia, dar începe să se extindă și în alte domenii (fuziune, medical, telecomunicații). A început să se folosească în oftalmologie, pentru producerea unor imagini foarte precise ale retinei.
Când optica adaptativă este folosită pentru corectarea deformărilor lente introduse nu de atmosferă, ci de însuși instrumentul optic – ca efect al vântului, al dilatării materialelor, al gravității – se vorbește despre optica activă.

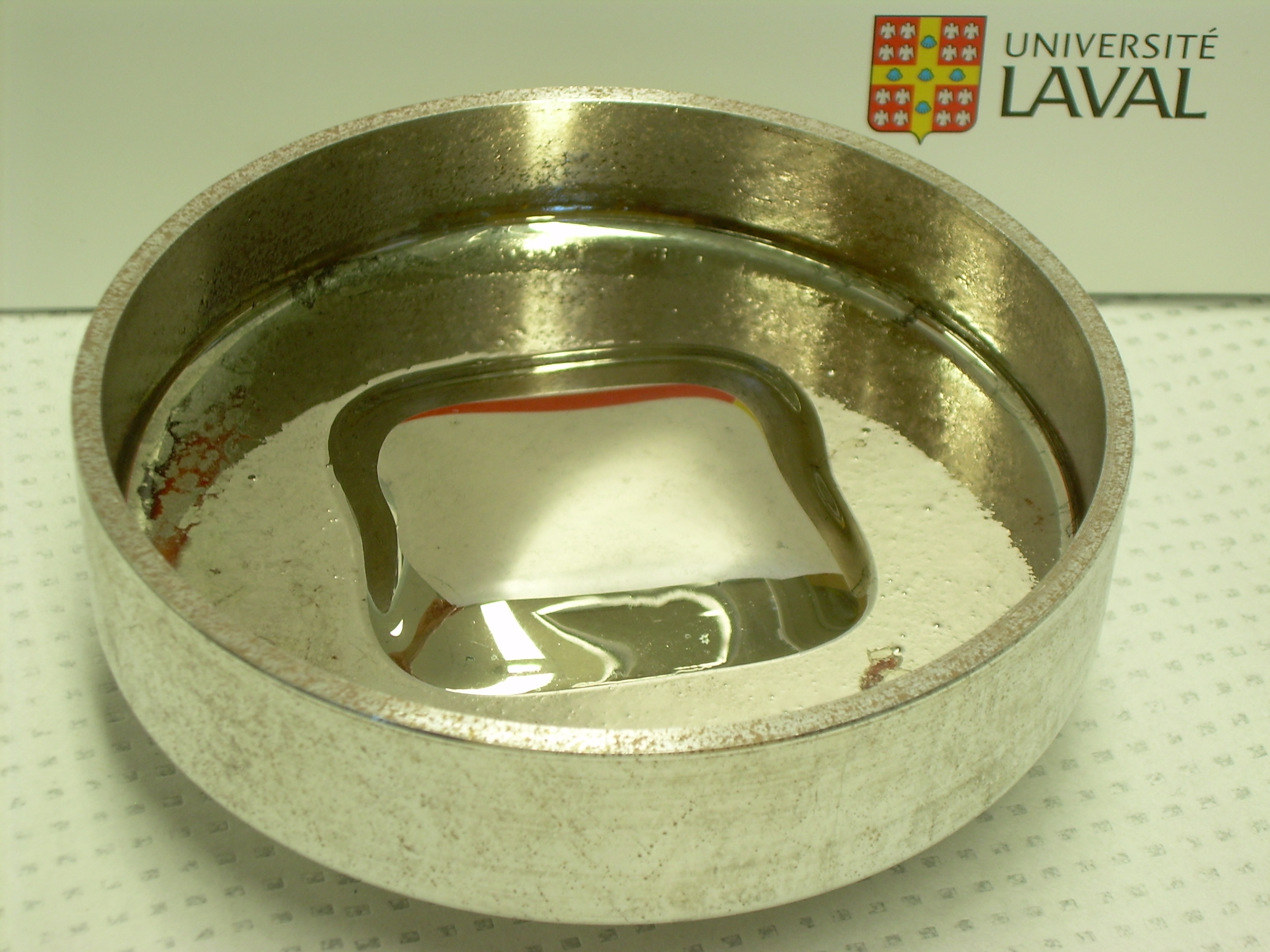
Oglindă deformabilă cu ferofluid

Astăzi cercetarea este foarte activă în acest domeniu, îndeosebi în privința opticii adaptative pe oglindă lichidă. Tehnologia oglinzilor lichide a cunoscut recent mult succes mulțumită utilizării unui ferofluid care permite unui câmp magnetic să controleze forma oglinzii. 

## Principii
Această tehnică este utilizată îndeosebi de telescoapele terestre pentru corectarea observațiilor stelelor, între altele. Dacă o stea pare că scintilează, nu e pentru că ea ar emite lumină intermitentă, ci ca urmare a turbulenței atmosferice care deformează imaginea pe care o avem, și îndeosebi o caracteristică a radiației luminoase numite front de undă sau fază.
Într-adevăr, o stea, presupusă punctuală pe cerul vizibil, emite lumină frontului  de undă sferic care, la scara Pământului (steaua fiind considerată la infinit) este plan înainte de a traversa atmosfera. Atmosfera este sediul deplasărilor aerului (vânt) care creează heterogenități de temperatură și deci de indice optic. Acestea sunt în mod esențial proporționale cu cele de ale temperaturilor - vezi modelul Gladstone-Dale. Drumul optic pe care îl parcurge o rază fiind definit ca integrală de  {\displaystyle n*dl} (unde n este indicele optic, iar dl este deplasarea elementară de-a lungul traiectului), razele nu parcurg același drum optic: frontul de undă care se observă nu mai este atunci plan, iar imaginea este deformată.
În optica adaptativă se utilizează atunci un analizor de front de undă pentru a se estima perturbația datorată atmosferei, apoi se deformează o oglindă (cu ajutorul unui sistem cu pistoane) în așa fel încât să se compenseze exact această perturbație. Astfel imaginea după reflexia pe oglindă este aproape așa cum n-ar fi avut degradare.

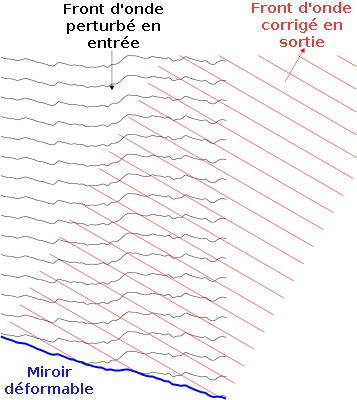
Principiul opticii adaptative

## Punere în practică

### Construcția matricei de comandă
În practică, configurarea unui sistem de optică adaptativă începe prin construcția unei matrici de comandă. Această matrice reprezintă elementele care acționează pentru reproducerea fiecărei  aberații optice ale bazei polinoamelor Zernike.

### Analiza perturbării frontului de undă
Pornind de la analiza perturbării frontului de undă de către atmosferă via un analizor de front de undă se poate descompune defectul frontului de undă pe baza polinoamelor Zernike, pentru compensarea întârzierilor utilizându-se o oglindă deformabilă. În practică nu se corectează decât un număr limitat de ordine Zerkin permițându-se obținerea unui defect rezidual suficient de mic. 

### Stea ghid
Pentru realizarea analizei frontului de undă este necesar să se configureze o „stea artificială” care permite cunoașterea defectelor datorate perturbării atmosferice.
Ideea a fost propusă în anul 1987 de către astronomul francez Antoine Labeyrie folosindu-se banda atmosferică situată la 80 km și bogată în atomi de sodiu care excită bine pentru un laser de 589,3 nm rezonanța sodiului. Apar atunci emisii spontane ale atomilor de sodiu, care constituie o „stea ghid artificială”. Ideea a fost pentru prima oară aplicată în 1996 la observatorul astronomic de la Calar Alto, din Andaluzia (Spania).

## Deformarea oglinzii
{............................}

## Aplicații

### Astronomie

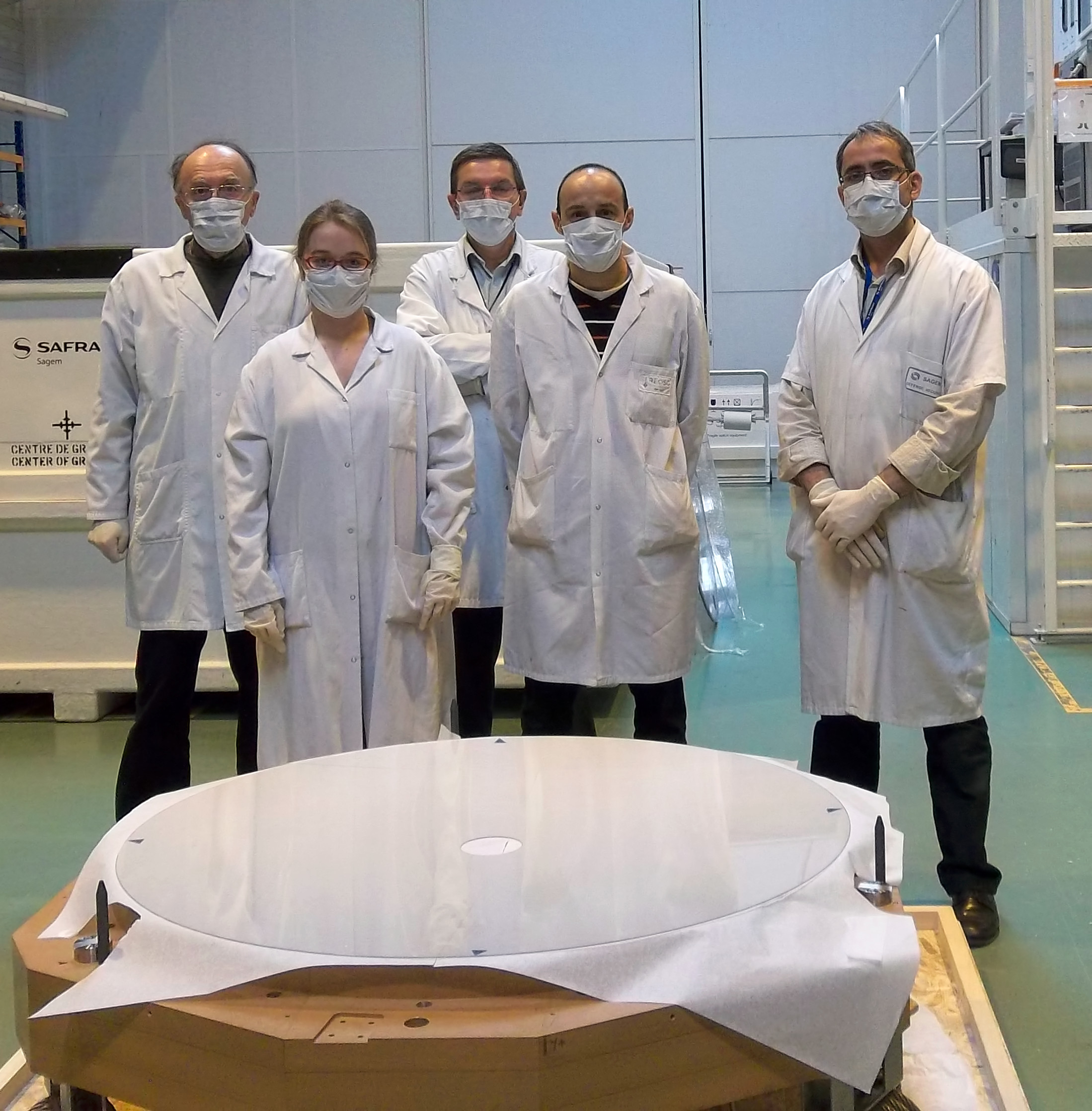
Oglindă deformabilă a VLT.

Principala limitare a calității observațiilor astronomice nu o mai constituie dimensiunea fizică a oglinzilor colectoare de flux luminos, ci perturbările atmosferice. Această constatare a incitat crearea de observatoare la altitudine mare sau trimiterea  de telescoape în spațiu (unde se trece de  problemele atmosferice).
Rezolvarea problemei turbulențelor atmosferice poate fi făcută și prin optica adaptativă cu ajutorul oglinzilor deformabile controlate rapid de calculator pentru a se compensa deformările frontului de undă.

### Oftalmologie
Optica adaptativă permite o îmbunătățire a imagisticii retiniene. Într-adevăr, optica adaptativă permite corectarea  defectelor introduse de ochi și permite o observare a fotoreceptorilor. Această tehnică este primordială pentru diagnosticul fotoreceptorilor distruși în caz de traumatisme sau de maculopatie ascunsă.